# Équipe du Danemark de rink hockey
L'Équipe du Danemark de rink hockey est une ancienne sélection nationale qui représenta le Danemark au cours de six éditions du championnat d'Europe/du monde dans les années 1950. Le Danemark n'a plus participé à des compétitions internationales depuis le championnat du monde de rink hockey masculin 1958. Cette sélection n'a jamais gagné le moindre match en compétition officielle.

## Championnat d'Europe/du monde 1951
Pour sa première participation à un championnat d'Europe/du monde, l'équipe du Danemark termine à la 11e et dernière place de la compétition. Lors des dix matchs disputés les joueurs danois auront marqué un seul but et en auront encaissés 141.
| Date       | Adversaire | Résultat |
| ---------- | ---------- | -------- |
| 02/06/1951 | Belgique   | 0-22     |
| 02/06/1951 | Suisse     | 0-12     |
| 02/06/1951 | Pays-Bas   | 0-7      |
| 03/06/1951 | Angleterre | 0-11     |
| 03/06/1951 | Espagne    | 0-14     |
| 05/06/1951 | Italie     | 0-20     |
| 06/06/1951 | Portugal   | 0-20     |
| 07/06/1951 | Allemagne  | 0-20     |
| 07/06/1951 | Irlande    | 1-2      |
| 08/06/1951 | France     | 0-13     |

## Championnat d'Europe/du monde 1952
Pour sa seconde participation aux championnats d'Europe/du monde, les Danois terminent une nouvelle fois à la dernière place du classement (10e), marquant 1 but et en encaissant 69 en 9 matchs.
| Date       | Adversaire | Résultat |
| ---------- | ---------- | -------- |
| 29/06/1952 | Belgique   | 0-7      |
| 29/06/1952 | Égypte     | 0-6      |
| 30/06/1952 | Angleterre | 0-6      |
| 01/07/1952 | Espagne    | 0-7      |
| 02/07/1952 | Portugal   | 0-13     |
| 02/07/1952 | Italie     | 0-9      |
| 03/07/1952 | France     | 0-7      |
| 04/07/1952 | Pays-Bas   | 0-9      |
| 05/07/1952 | Suisse     | 1-5      |

## Championnat d'Europe/du monde 1953
Pour sa troisième participation à un championnat d'Europe/du monde, l'équipe du Danemark abandonne la dernière place à l'Égypte pour se classer 12e sur 13. En six matchs les Danois auront marqué 7 buts et encaissé 49.
| Date       | Adversaire | Résultat |
| ---------- | ---------- | -------- |
| 30/05/1953 | Belgique   | 0-12     |
| 31/05/1953 | Suisse     | 0-8      |
| 31/05/1953 | Allemagne  | 1-8      |
| 02/06/1953 | France     | 2-3      |
| 04/06/1952 | Italie     | 1-13     |
| 04/06/1953 | Irlande    | 1-5      |

## Championnat d'Europe/du monde 1954
En 1954, l'équipe du Danemark se classe 15e sur 15 équipes participantes. Elle perd ses 14 matchs, marque 15 buts et en encaisse 114.
| Date       | Adversaire | Résultat |
| ---------- | ---------- | -------- |
| 30/05/1954 | France     | 0-4      |
| 30/05/1954 | Irlande    | 2-6      |
| 01/06/1954 | Allemagne  | 3-4      |
| 01/06/1954 | Égypte     | 3-4      |
| 02/06/1954 | Uruguay    | 2-4      |
| 02/06/1954 | Norvège    | 1-3      |
| 03/06/1954 | Portugal   | 1-12     |
| 03/06/1954 | Pays-Bas   | 1-11     |
| 04/06/1954 | Angleterre | 1-11     |
| 05/06/1954 | Suisse     | 0-10     |
| 06/06/1954 | Chili      | 0-7      |
| 07/06/1954 | Espagne    | 0-16     |
| 07/06/1954 | Italie     | 0-14     |
| 07/06/1954 | Belgique   | 1-8      |

## Championnat d'Europe/du monde 1955
Pour cette édition, le Danemark se classe 14e sur 14. L'équipe joue 8 matchs, enregistre 8 défaites, marque 2 buts et en encaisse 65.
| Date       | Adversaire  | Résultat |
| ---------- | ----------- | -------- |
| 14/05/1955 | France      | 0-10     |
| 15/05/1955 | Espagne     | 1-10     |
| 15/05/1955 | Chili       | 0-12     |
| 17/05/1955 | France      | 0-7      |
| 18/05/1955 | Yougoslavie | 0-4      |
| 19/05/1955 | Norvège     | 0-4      |
| 20/05/1955 | Pays-Bas    | 1-11     |
| 21/05/1955 | Irlande     | 0-7      |

## Championnat du monde 1958
Pour sa dernière participation en date à une compétition internationale, l'équipe du Danemark ne parvient toujours pas à gagner un match. Classée 10e sur 10, elle marque 5 buts et en encaisse 120 en 9 matchs.
| Date       | Adversaire | Résultat |
| ---------- | ---------- | -------- |
| 25/05/1958 | Espagne    | 0-21     |
| 25/05/1958 | France     | 1-13     |
| 26/05/1958 | Belgique   | 0-9      |
| 27/05/1958 | Angleterre | 1-18     |
| 28/05/1958 | Portugal   | 1-14     |
| 29/05/1958 | Italie     | 0-11     |
| 29/05/1958 | Pays-Bas   | 1-12     |
| 30/05/1958 | Allemagne  | 0-10     |
| 01/06/1958 | Suisse     | 0-6      |